# Parlatoria machili
Parlatoria machili är en insektsart som beskrevs av Takahashi 1931. Parlatoria machili ingår i släktet Parlatoria och familjen pansarsköldlöss. Inga underarter finns listade i Catalogue of Life.